# 曹鼎望
曹鼎望（1618年—1693年），字冠五，號澹齋，直隸豐潤縣人，清朝政治人物。
順治十六年（1659年）登己亥科進士，改庶吉士，授刑部主事，历官凤翔府知府。有《楚游》、《新安》等集。

## 外部連結
- 黃一農：〈重探曹学视野中的丰润曹氏〉。